# بازگشت در روز (فیلم ۲۰۱۶)
بازگشت در روز (به انگلیسی: Back in the Day) فیلمی محصول سال ۲۰۱۶ و به کارگردانی پال بورگس است. در این فیلم بازیگرانی همچون مایکل مدسن، الک بالدوین، ویلم دیمئو، مایک تایسون، آنابلا شورا، شانن دوهرتی، دنی گلاور، مانی پرز و لیلو برانکاتو ایفای نقش کرده‌اند.